# Giuseppe Ferrandino (romancier)
Pour les articles homonymes, voir Ferrandino.
Giuseppe Ferrandino, né le 24 janvier 1958 sur l’île d'Ischia, en Italie, est un scénariste de bande dessinée et un écrivain italien de roman policier.

## Biographie
Il étudie la médecine à l’université de Naples avant de se décider à vivre de sa passion. Il rédige alors des scénarios pour diverses séries de bande dessinée, dont Intrepido, Monello, Lancio Story, Dylan Dog, Nick Raider, travaillant notamment avec le dessinateur Rotundo Massimo.
En 1993, il publie son premier roman. Six autres suivront. En France, deux de ses livres ont été traduits sous le nom de Peppe Ferrandino. Un de ses titres est paru dans la collection Série noire, le suivant dans la collection Folio policier.
En 2016, Stefano Mordini réalise la comédie policière Pericle il Nero d'après le roman éponyme, avec Riccardo Scamarcio et Marina Foïs dans les rôles principaux. 

## Œuvre

### Romans
- Pericle il Nero (1993) Publié en français sous le titre Périclès le Noir, Paris, Gallimard, Série noire no 2373, 1995, traduit par Anne Schimmel.
- Il rispetto (ovvero Pino Pentecoste contro i guappi) (1999) Publié en français sous le titre Le Respect : Pino Pentecoste contre les camorristes, Paris, Gallimard, Folio policier no 353, 2004, traduit par Carole Walter.
- Lidia e i Turchi (1999)
- Saverio del Nord Ovest (2001)
- Cento modi per salvarsi la vita con un pacchetto di sigarette senza fumarlo (2001)
- Spada (2007)
- Rosmunda l'inglese (2008)

### Bandes dessinées
- Sera Torbana : tome 1 Le Vol de dieux (1991) et tome 2 Les Larmes de Judas (1995)
- La Couleur du vent tome 1 Mihalis et tome 2 Shylock (1991)
- Le Maître du silence : tome 1 La Cité de non retour et tome 2 L’Île aux hommes fatigués (1991)

## Filmographie

### Comme auteur adapté
- 2016 : Pericle il Nero, film italien réalisé par Stefano Mordini d'après le roman éponyme, avec Riccardo Scamarcio et Marina Foïs.